# Туфан, Озан
Оза́н Туфа́н (тур. Ozan Tufan; род. 23 марта 1995, Орханели, Бурса) — турецкий футболист, полузащитник клуба «Трабзонспор» и сборной Турции. Участник чемпионатов Европы 2016 и 2020 годов.

## Клубная карьера

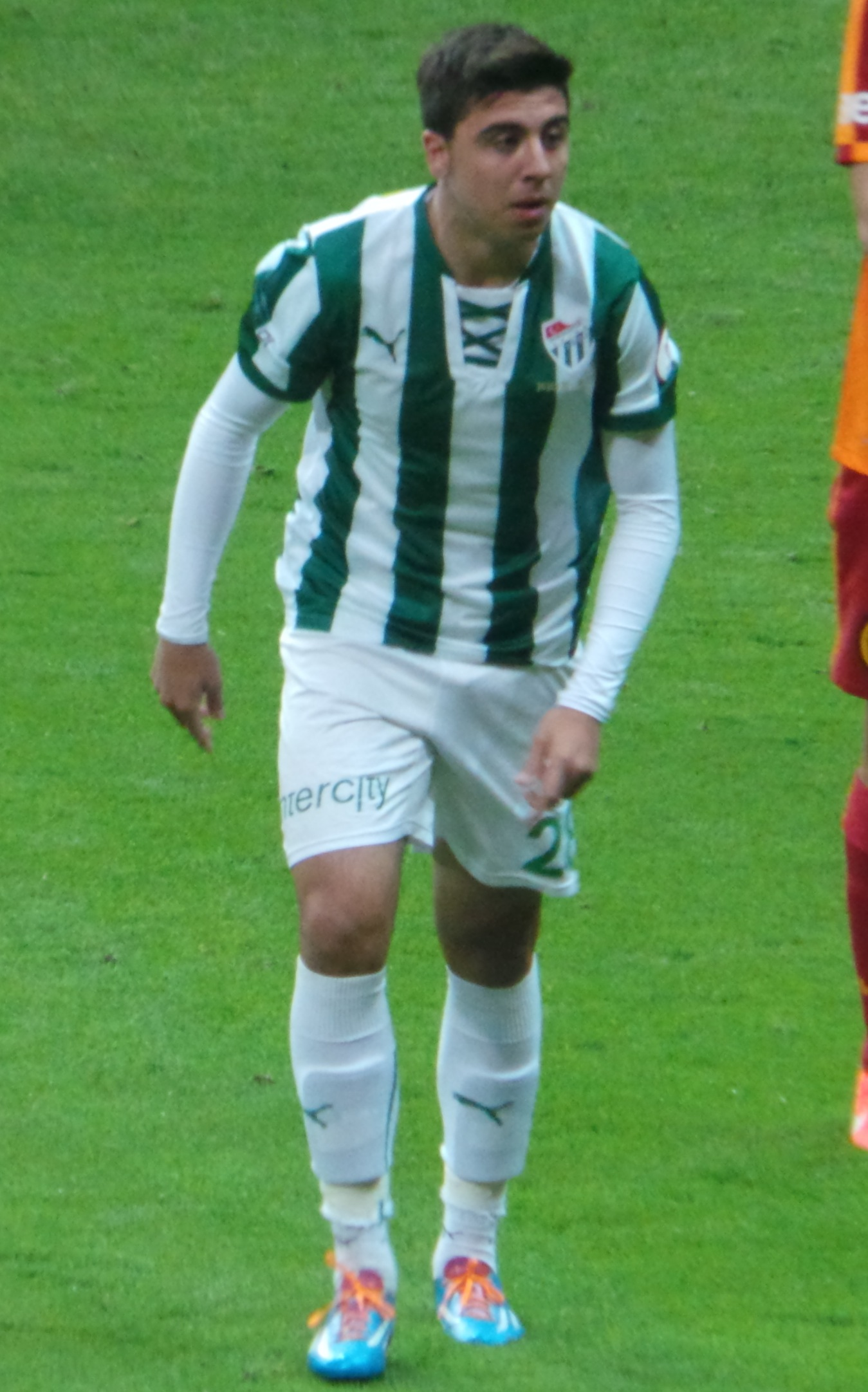
Туфан в составе «Бурсаспора»

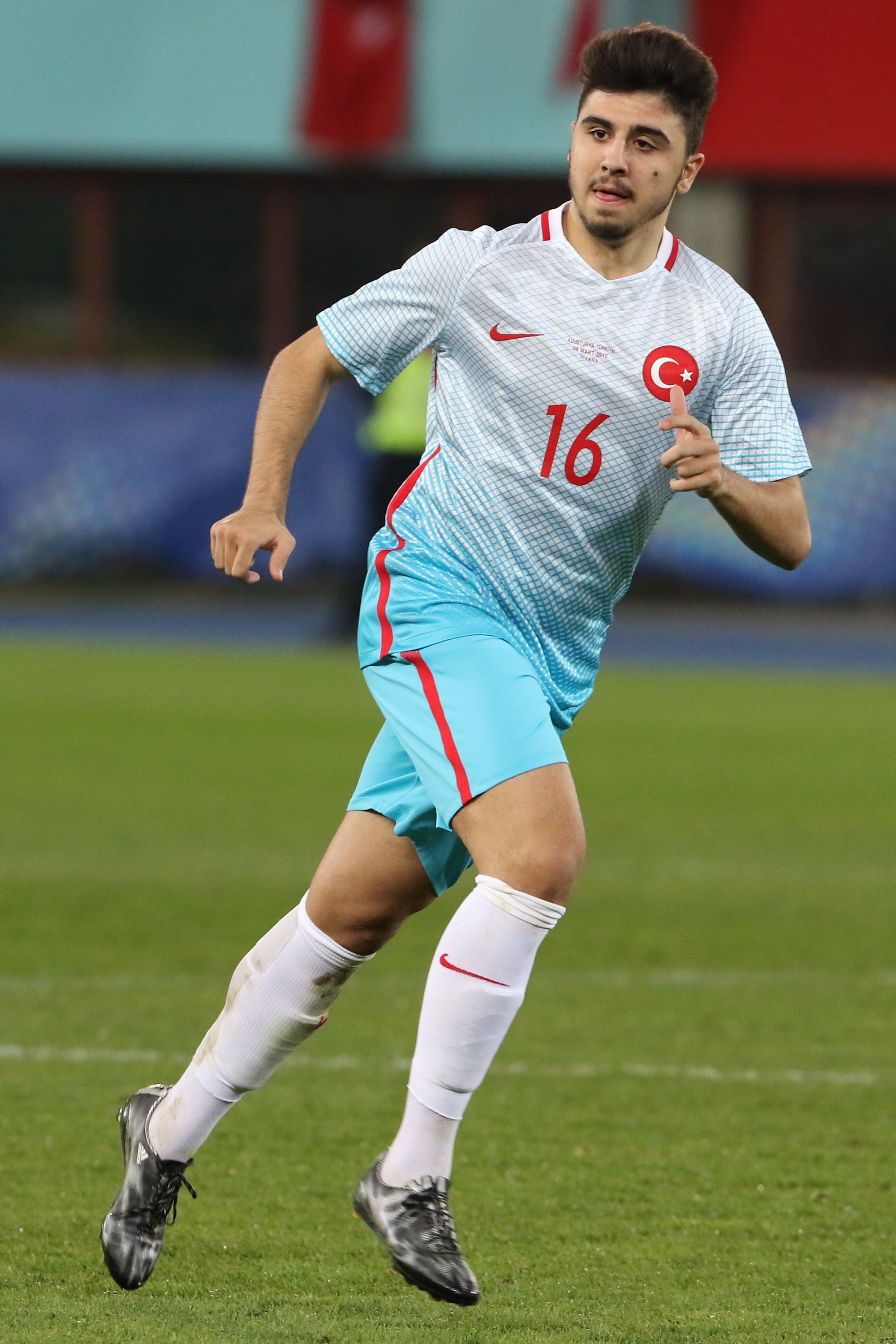
Туфан в составе сборной Турции

Туфан — воспитанник клуба «Бурсаспор». 19 мая 2012 года в матче против «Генчлербирлиги» Озан дебютировал в турецкой Суперлиге. 7 декабря 2014 года в поединке против «Касымпаши» он забил свой первый гол за «Бурсаспор».
Летом 2015 года Туфан перешёл в «Фенербахче». 23 августа в матче против «Ризеспора» он дебютировал за новый клуб. 28 августа 2016 года в поединке против «Кайсериспора» Озан забил свой первый гол за «Фенербахче».
В 2019 году Туфан на правах аренды перешёл в «Аланьяспор». 20 января в матче против «Сивасспора» он дебютировал за новую команду. Летом 2021 года Туфан был арендован английским «Уотфордом». 25 сентября в матче против «Ньюкасл Юнайтед» он дебютировал в английской Премьер-лиге. Летом 2022 года Туфан перешёл в «Халл Сити». 30 июля в матче против «Бристоль Сити» он дебютировал в Чемпионшипе. В этом же поединке Озан забил свой первый гол за «Халл Сити». 

## Карьера в сборной
В 2013 году в составе юношеской сборной Турции Туфан принял участие в юношеском чемпионате Европы в Литве. На турнире он сыграл в матчах против команд Сербии, Франции и Грузии.
25 мая 2014 года в товарищеском матче против сборной Ирландии Туфан дебютировал за сборную Турции. 3 сентября в поединке против сборной Дании Озан забил свой первый гол за национальную команду.
Летом 2016 года Туфан принял участие в чемпионате Европы во Франции. На турнире он сыграл в матчах против команд Хорватии, Испании и Чехии. В поединке против чехов Озан забил гол.
В 2021 году Туфан принял участие в чемпионате Европы. На турнире он сыграл в матчах против команд Италии, Уэльса и Швейцарии.

### Голы за сборную Турции
| # | Дата            | Место                               | Противник | Счёт | Результат | Соревнование                     |
| - | --------------- | ----------------------------------- | --------- | ---- | --------- | -------------------------------- |
| 1 | 9 сентября 2014 | ТРЕ-ФОР Парк, Оденсе, Дания         | Дания     | 1:2  | 1:2       | Товарищеский матч                |
| 2 | 21 июня 2016    | Боллар-Делелис, Ланс, Франция       | Чехия     | 0:2  | 0:2       | Чемпионат Европы 2016            |
| 3 | 6 октября 2016  | Торку Арена, Конья, Турция          | Украина   | 1:2  | 2:2       | Чемпионат мира 2018 квалификация |
| 4 | 11 июня 2017    | Лоро Боричи, Шкодер, Албания        | Косово    | 1:4  | 1:4       | Чемпионат мира 2018 квалификация |
| 5 | 7 сентября 2019 | Водафон Парк, Стамбул, Турция       | Андорра   | 1:0  | 1:0       | Чемпионат Европы 2016            |
| 6 | 7 октября 2020  | Рейн Энерги, Кёльн, Германия        | Германия  | 1:1  | 3:3       | Чемпионат мира 2018 квалификация |
| 7 | 14 октября 2020 | Тюрк Телеком Арена, Стамбул, Турция | Сербия    | 2:2  | 2:2       | Чемпионат мира 2018 квалификация |
| 8 | 27 марта 2021   | Ла-Росаледа, Малага, Испания        | Норвегия  | 0:1  | 0:3       | Чемпионат мира 2022 квалификация |
| 9 | 27 марта 2021   | Ла-Росаледа, Малага, Испания        | Норвегия  | 0:3  | 0:3       | Чемпионат мира 2022 квалификация |